# Lago Atter
El lago Atter (en alemán: Attersee) es un lago situado en el distrito de Vöcklabruck, al sureste del estado de Alta Austria, Austria. Es el tercer mayor lago del país, solo superado por el lago de Constanza y el lago Neusiedl, aunque estos dos lagos tienen parte de su superficie fuera de territorio austriaco, mientras el lago Atter está completamente dentro de sus fronteras.
Las principales localidades a orillas de este lago son: Seewalchen, Schörfling, Weyregg, Steinbach, Unterach, Nußdorf y Attersee.
El lago descarga en el río Ager que es un afluente izquierdo del río Traun, el cual, a su vez, es afluente derecho del Danubio.

## Galería

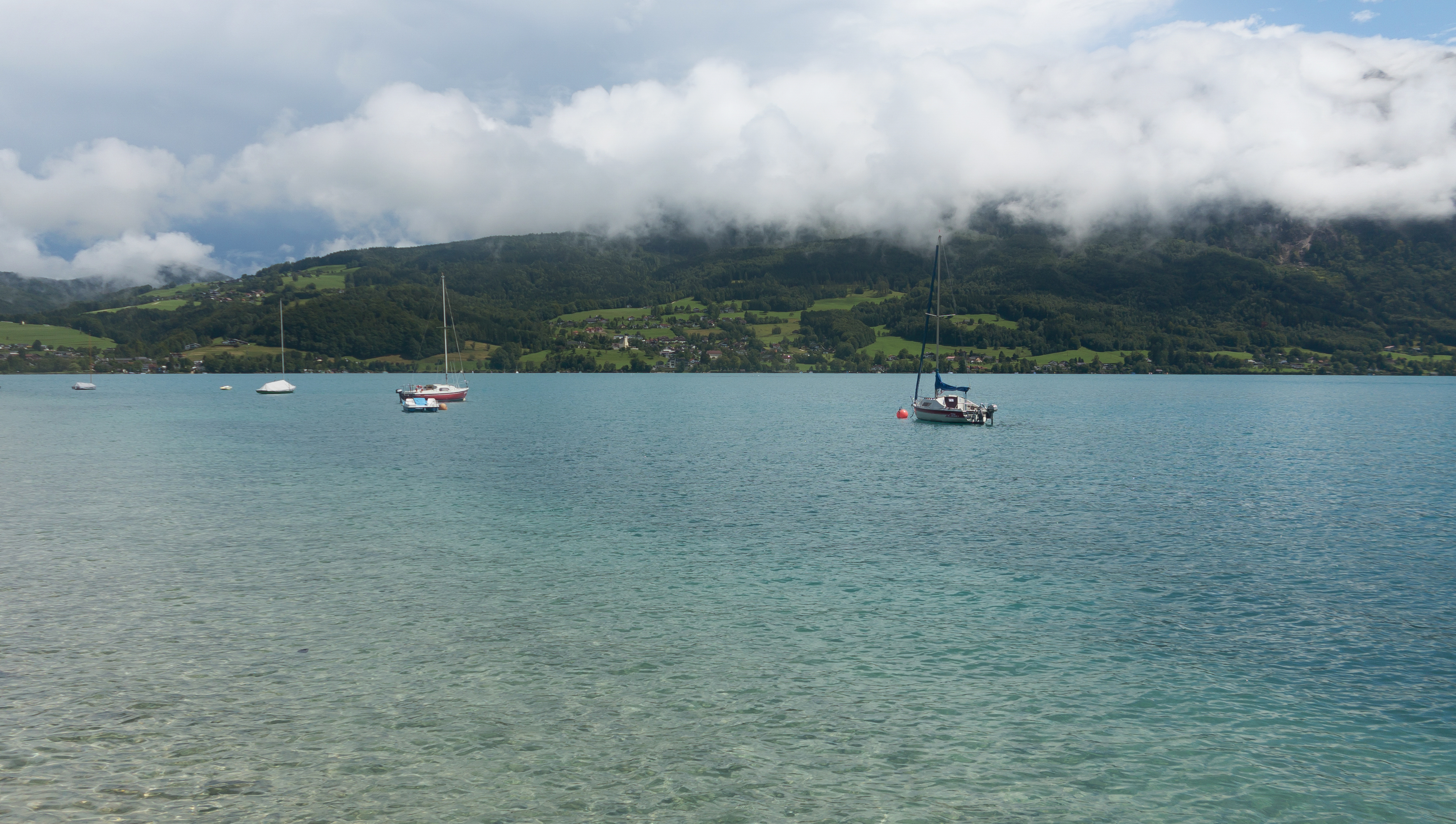
El lago Attersee desde Misling
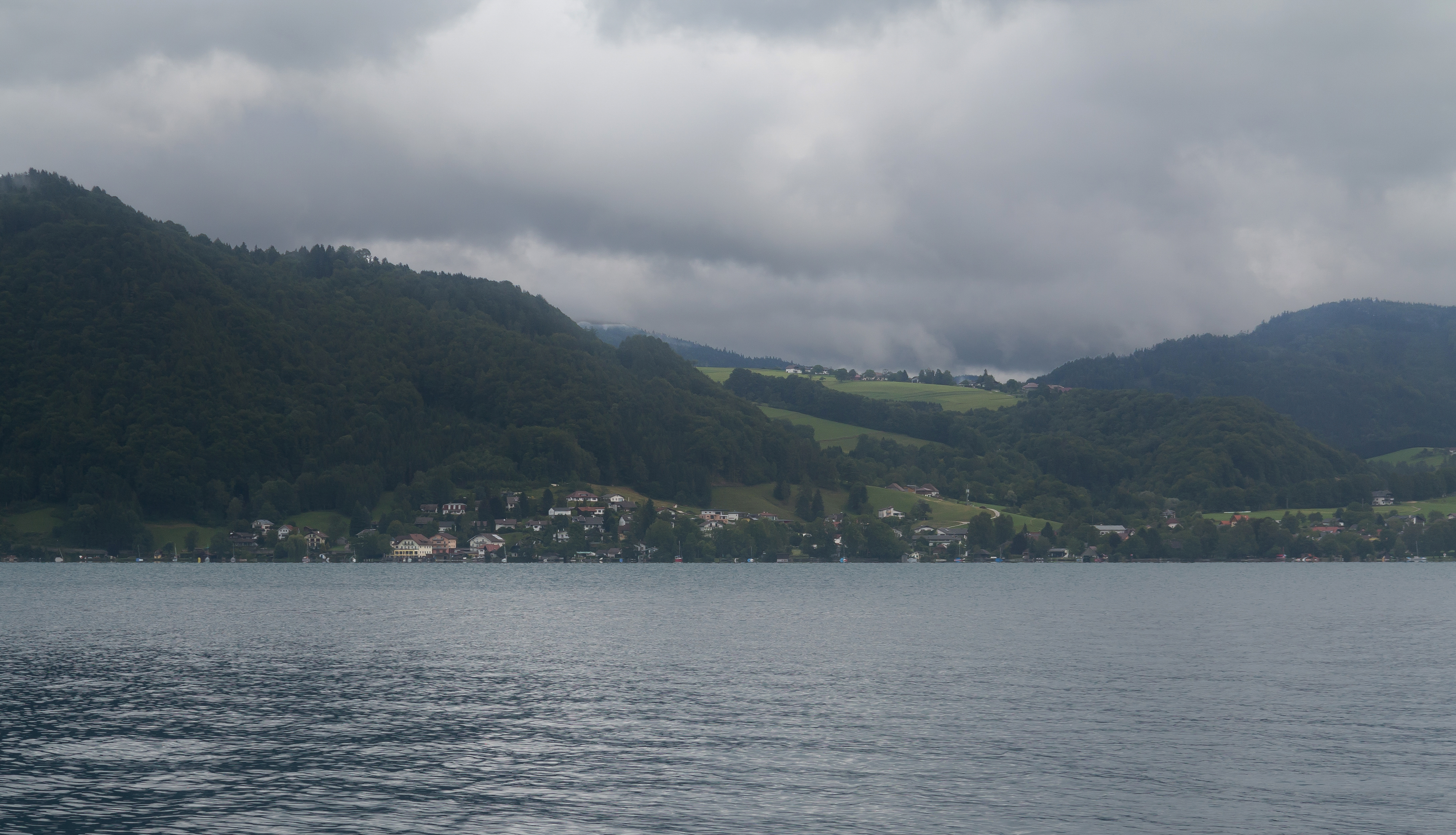
Vista del pueblo Weyregg am Attersee desde Attersee am Attersee
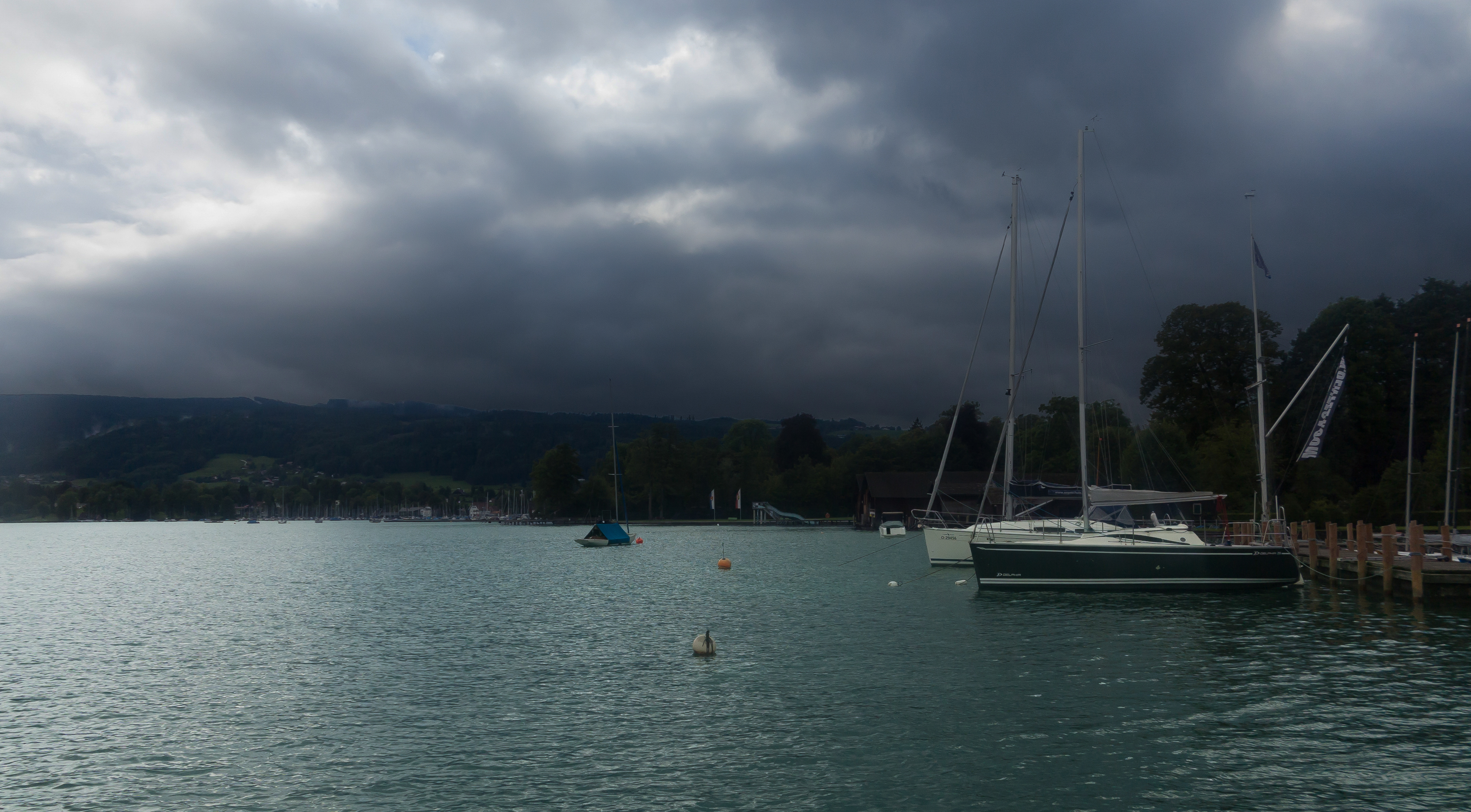
El puerto deportivo en Attersee am Attersee
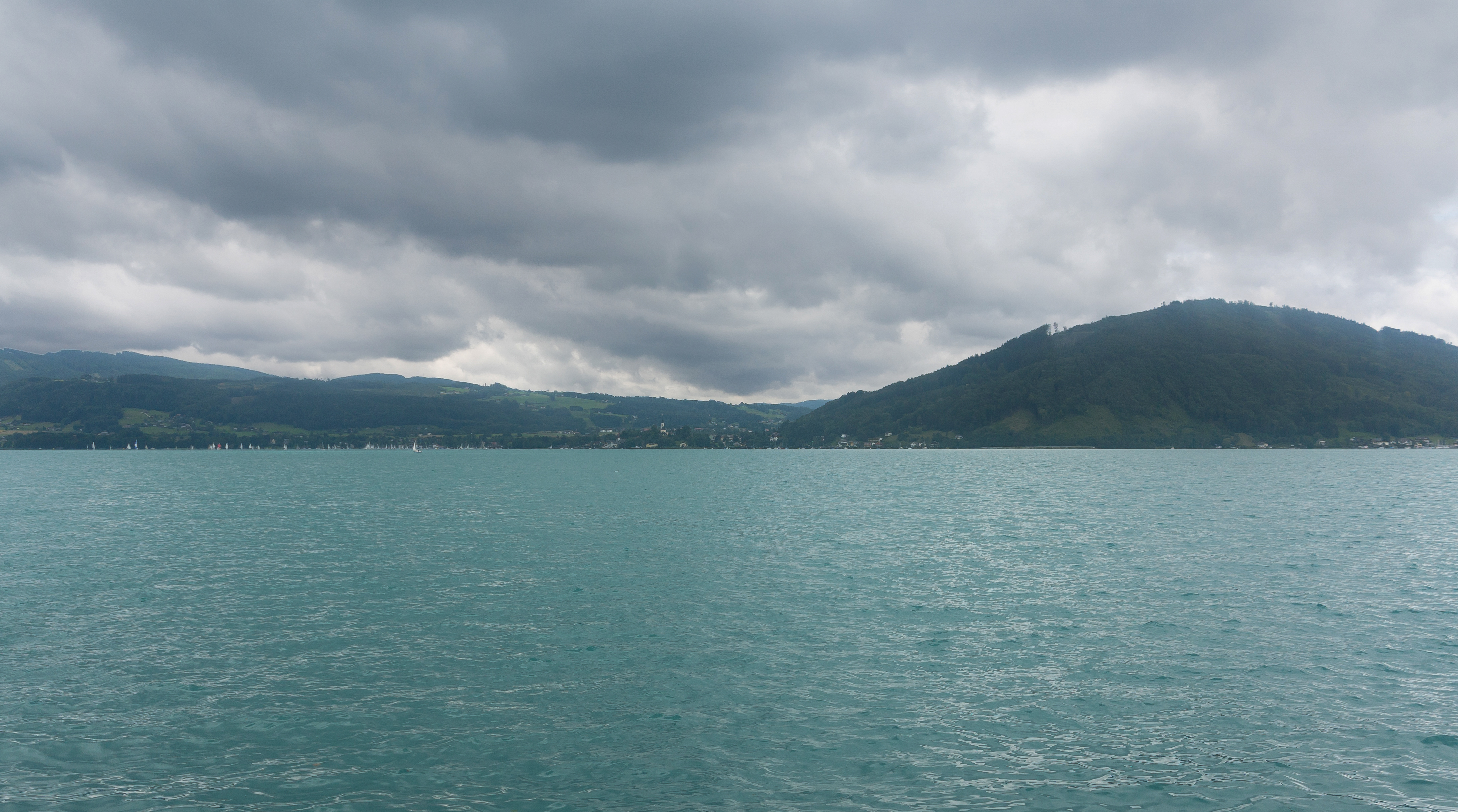
Kammer am Attersee desde entre Attersee am Attersee y Unterbuchberg
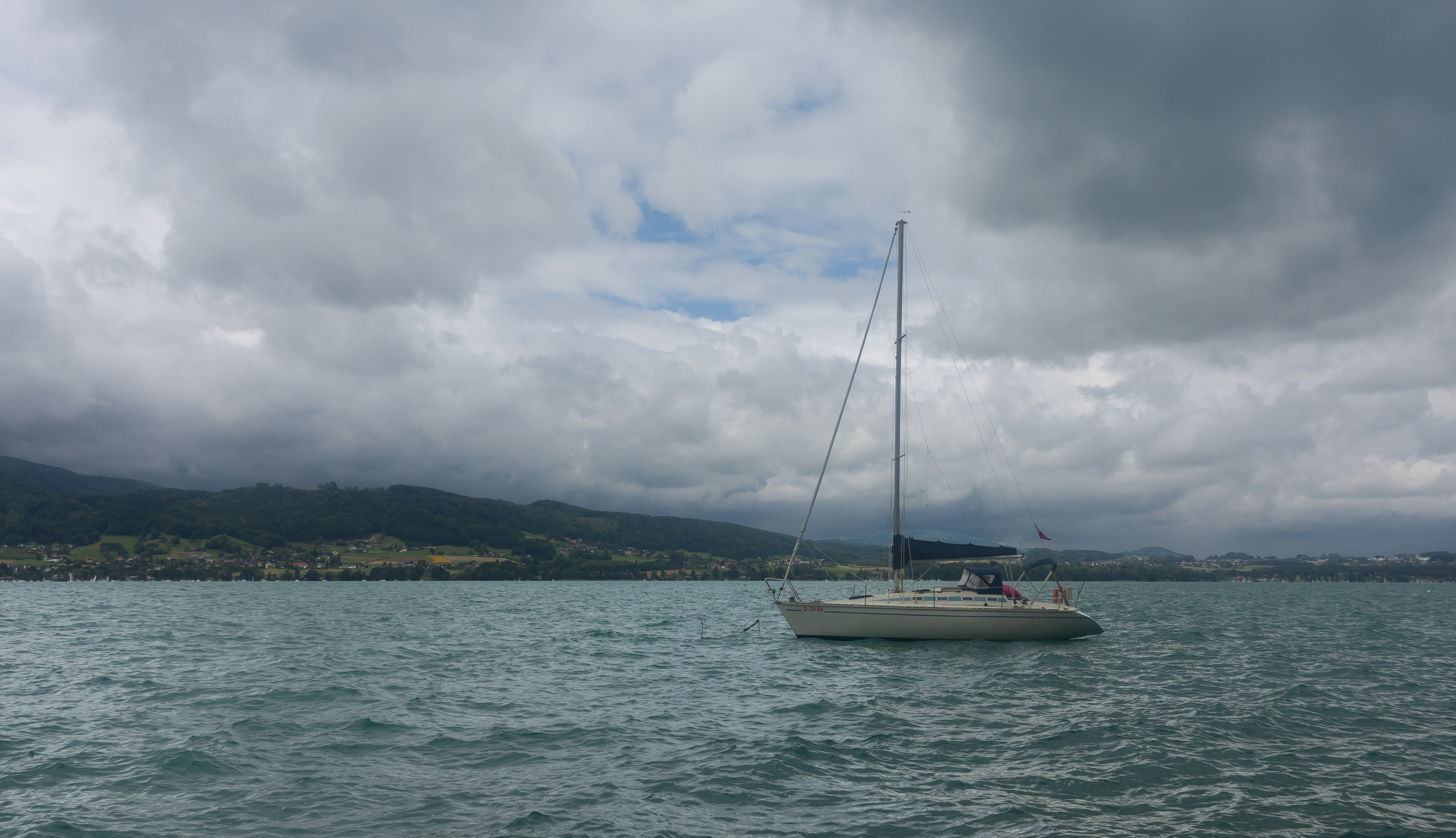
El lago Attersee desde entre Weyregg am Attersee
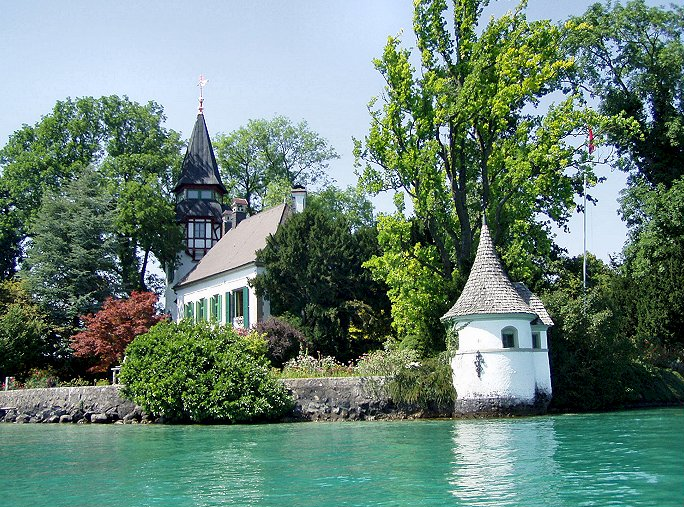
Castillo a los pies del lago